# Detective Pikachu
Detective Pikachu (名探偵ピカチュウ ～新コンビ誕生～?, Meitantei Pikachu: Shin Konbi Tanjō, Great Detective Pikachu: Birth of a New Duo) è un videogioco d'avventura sviluppato da Creatures Inc. e pubblicato nel 2016 da The Pokémon Company per Nintendo 3DS. Il gioco è uno spin-off del franchise Pokémon, in cui il giocatore lavora con un Pikachu parlante per risolvere vari misteri. Una versione più breve e scaricabile del gioco chiamata Great Detective Pikachu: Birth of a New Duo (名探偵ピカチュウ 〜新コンビ誕生〜?, Meitantei Pikachū ~Shin Konbi Tanjō~) è stata resa disponibile in Giappone a febbraio 2016, mentre la versione completa è stata pubblicata in tutto il mondo a marzo 2018.
A differenza dei precedenti giochi di ruolo Pokémon, Detective Pikachu è particolarmente incentrato sulla narrativa, in modo simile a quanto accade nella serie animata. Un adattamento cinematografico live-action del gioco è uscito nelle sale a maggio 2019. Nello stesso mese è stato annunciato un sequel del titolo per Nintendo Switch, Detective Pikachu: il ritorno, previsto per il 6 ottobre 2023.

## Trama
Il videogioco ha come protagonista un esemplare di Pikachu parlante che aspira a diventare un grande investigatore. Nel corso delle sue indagini il Pokémon verrà affiancato da un ragazzo, Tim Goodman, appena giunto in città per ritrovare il padre scomparso.

## Modalità di gioco
Detective Pikachu è un videogioco d'avventura in cui il giocatore controlla Tim Goodman, un ragazzo che lavora insieme al Detective Pikachu per risolvere vari misteri. Questo è possibile spostandosi per le varie ambientazioni, trovando potenziali indizi e parlando con persone e Pokémon per scoprire nuove informazioni.

## Sviluppo
Lo sviluppo di un videogioco incentrato su Pikachu è iniziato nell'estate 2013. Alcune immagini del gioco sono state mostrate nell'ottobre dello stesso anno, nel corso di una trasmissione su NHK in cui Tsunekazu Ishihara ne prevedeva il lancio per il 2015. Il titolo giapponese del gioco è stato annunciato solamente nel gennaio 2016, in occasione del ventennale della serie Pokémon e inizialmente distribuito esclusivamente in Giappone tramite Nintendo eShop a partire dal 3 febbraio. Nel gennaio 2018 è stata annunciata la localizzazione del videogioco e la sua distribuzione in Occidente nel marzo dello stesso anno, coincidente con la messa in commercio di un amiibo con le fattezze del protagonista del gioco.

## Accoglienza
| Testata                   | Giudizio |
| ------------------------- | -------- |
| Metacritic (media al)     | 71/100   |
| Destructoid               | 6/10     |
| Edge                      | 6/10     |
| Electronic Gaming Monthly | 6/10     |
| Famitsū                   | 33/40    |
| GameSpot                  | 7/10     |
| Game Informer             | 7,25/10  |
| IGN                       | 8,2/10   |
| Nintendo Life             | 8/10     |
| Nintendo World Report     | 7,5/10   |

In Giappone, il gioco ha venduto 121 423 unità, suddivise tra 94 203 al dettaglio e 27 220 digitali. Nelle classifiche NPD del Nord America, è stato il gioco 3DS più venduto nel marzo 2018 e uno dei dieci migliori giochi 3DS nel periodo giugno-luglio 2018. Nelle classifiche multipiattaforma del Regno Unito, ha debuttato al numero 23 nella sua prima settimana di marzo 2018, prima di salire al numero 15 la settimana successiva con un aumento delle vendite del 76%. È stato il numero 12 nella classifica per 3DS del Regno Unito nel novembre 2018.
La critica ha elogiato la presentazione del gioco, la narrazione, la scrittura umoristica, la recitazione vocale, i puzzle e i due personaggi principali, Detective Pikachu e Tim Goodman. Tuttavia, è stato criticato per il suo gameplay mediocre, le meccaniche di gioco semplicistiche, la mancanza di difficoltà e la breve durata.
IGN ha definito il gioco "una versione audace dell'iconico Pokémon" e ha concluso che "offre una grande visione del mondo di Pokemon attraverso i suoi divertenti misteri e il meraviglioso leader amante del caffè. " Ryan Craddock di Nintendo Life ha affermato che, sebbene il gioco fosse abbastanza facile e privo di una penalità per eventuali decisioni sbagliate, "l'arte del gioco, la narrazione e il cast veramente simpatico hanno mostrato il mondo dei Pokémon sotto una nuova luce". Sono stati inoltre elogiati gli "splendidi" effetti visivi del gioco e il personaggio dello stesso Detective Pikachu.
Diversi critici hanno ritenuto che la storia avrebbe funzionato meglio sotto forma di film che come gioco. Eurogamer ha notato che il gioco è più simile alla serie anime Pokémon rispetto ai precedenti giochi e lo ha confrontato con la serie di giochi di avventura Ace Attorney. Nintendoros lo ha anche paragonato al franchise manga e anime Detective Conan.
Il gioco è stato nominato per "Gioco Nintendo dell'anno" ai Golden Joystick Awards e per "Game, Franchise Family" ai premi della National Academy of Video Game Trade Reviewers Awards.

## Adattamento cinematografico
Legendary Pictures ha acquistato i diritti per realizzare un adattamento cinematografico live action tratto dal videogioco. Il film, chiamato Pokémon: Detective Pikachu e diretto da Rob Letterman, distribuito dalla Warner Bros. e in Giappone da Toho, ha debuttato nel maggio 2019. Nel film Pikachu è doppiato da Ryan Reynolds.